# Oleszyce (gmina)
Oleszyce – to gmina miejsko-wiejska w województwie podkarpackim, w powiecie lubaczowskim. W latach 1975–1998 gmina położona była w województwie przemyskim.
Siedziba gminy to Oleszyce.
Według danych z 30 czerwca 2004 gminę zamieszkiwało 6615 osób.

## Struktura powierzchni
Według danych z roku 2002 gmina Oleszyce ma obszar 151,82 km², w tym:
- użytki rolne: 48%
- użytki leśne: 45%

Gmina stanowi 11,6% powierzchni powiatu.

## Demografia

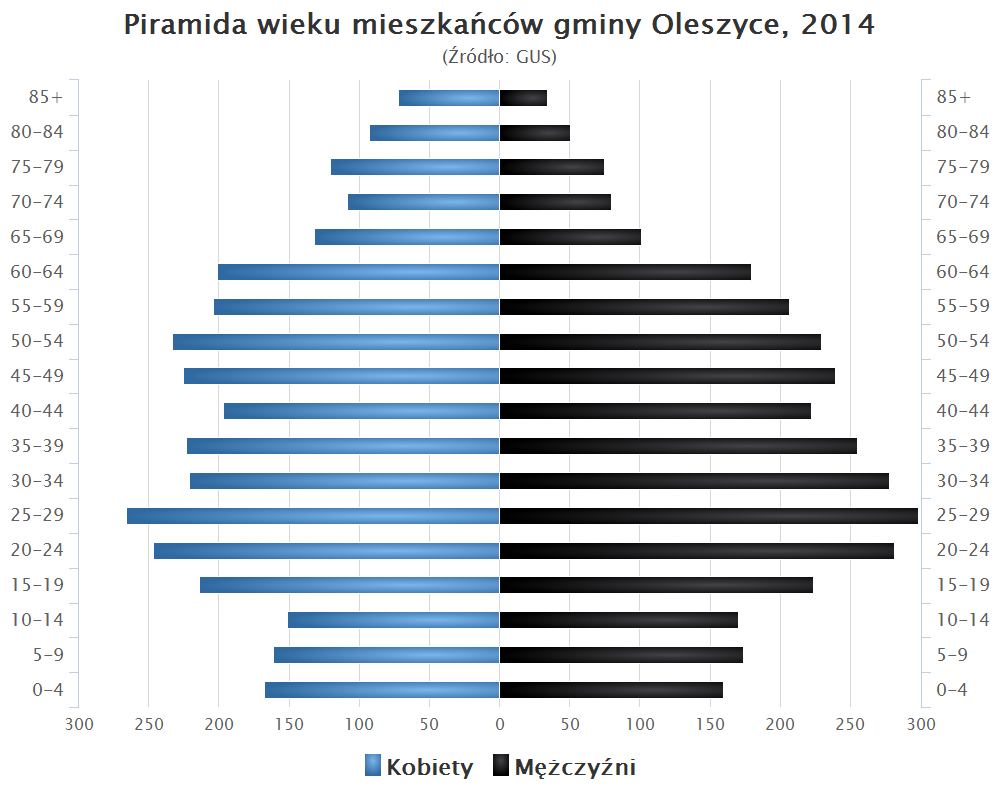
Piramida wieku mieszkańców gminy Oleszyce w 2014 roku

Dane z 30 czerwca 2004:
| Opis                              | Ogółem | Ogółem | Kobiety | Kobiety | Mężczyźni | Mężczyźni |
| --------------------------------- | ------ | ------ | ------- | ------- | --------- | --------- |
| jednostka                         | osób   | %      | osób    | %       | osób      | %         |
| populacja                         | 6615   | 100    | 3348    | 50,6    | 3267      | 49,4      |
| gęstość zaludnienia (mieszk./km²) | 43,6   | 43,6   | 22,1    | 22,1    | 21,5      | 21,5      |

## Sołectwa
Borchów, Futory, Nowa Grobla, Stare Oleszyce, Stare Sioło, Zalesie.
Miejscowości bez statusu sołectwa: Lubomierz, Sucha Wola.

## Sąsiednie gminy
Cieszanów, Laszki(p. jarosławski), m. Lubaczów, (gmina wiejska) Lubaczów, Stary Dzików, Wiązownica(p. jarosławski), Wielkie Oczy